# 梅纳拉花园

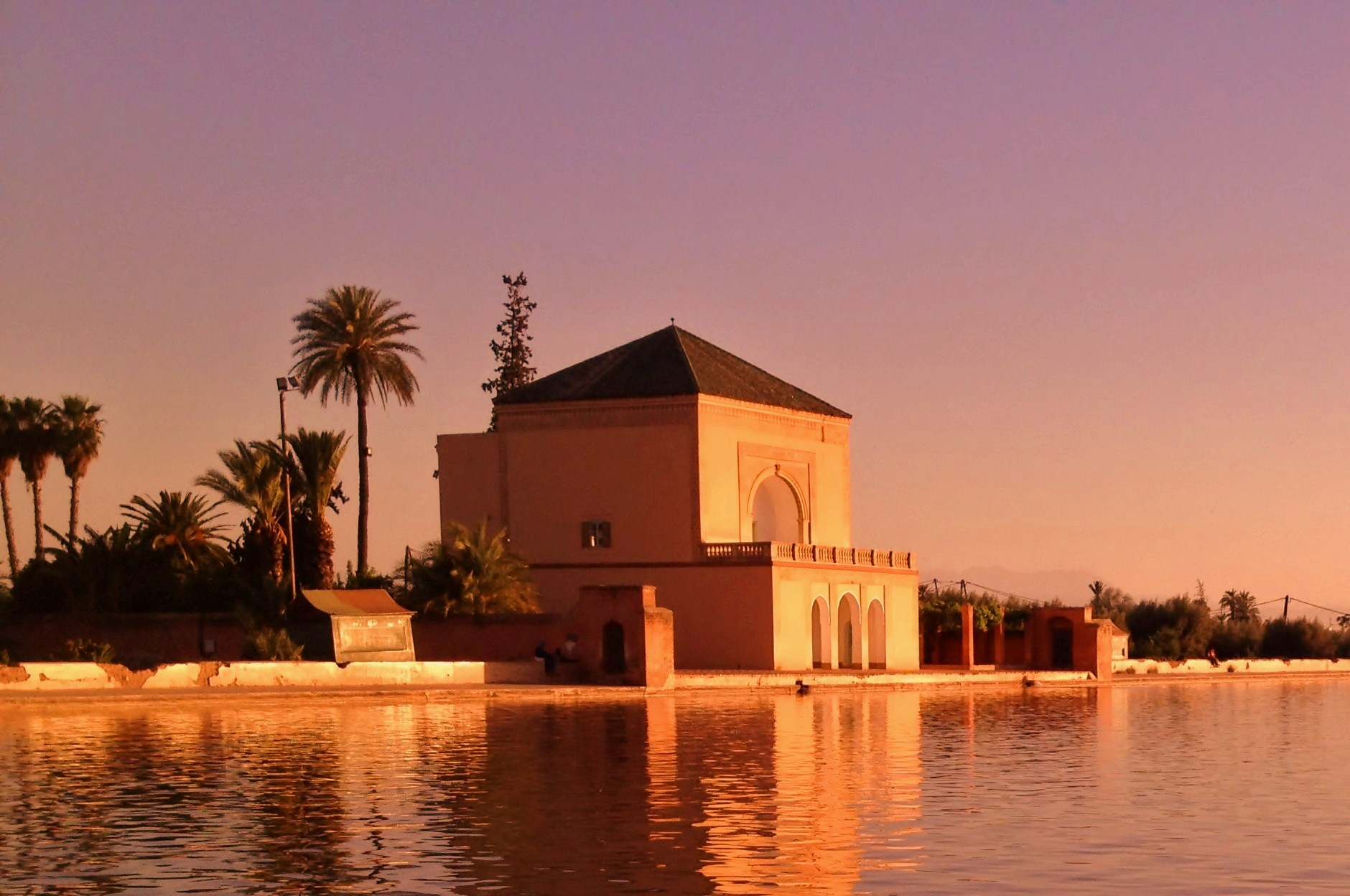
梅纳拉花园，日落，2013年4月

梅纳拉花园，位于摩洛哥马拉喀什西部，是阿卜杜勒·慕敏于1130年主持修建的一座花园。

## 寰宇風景

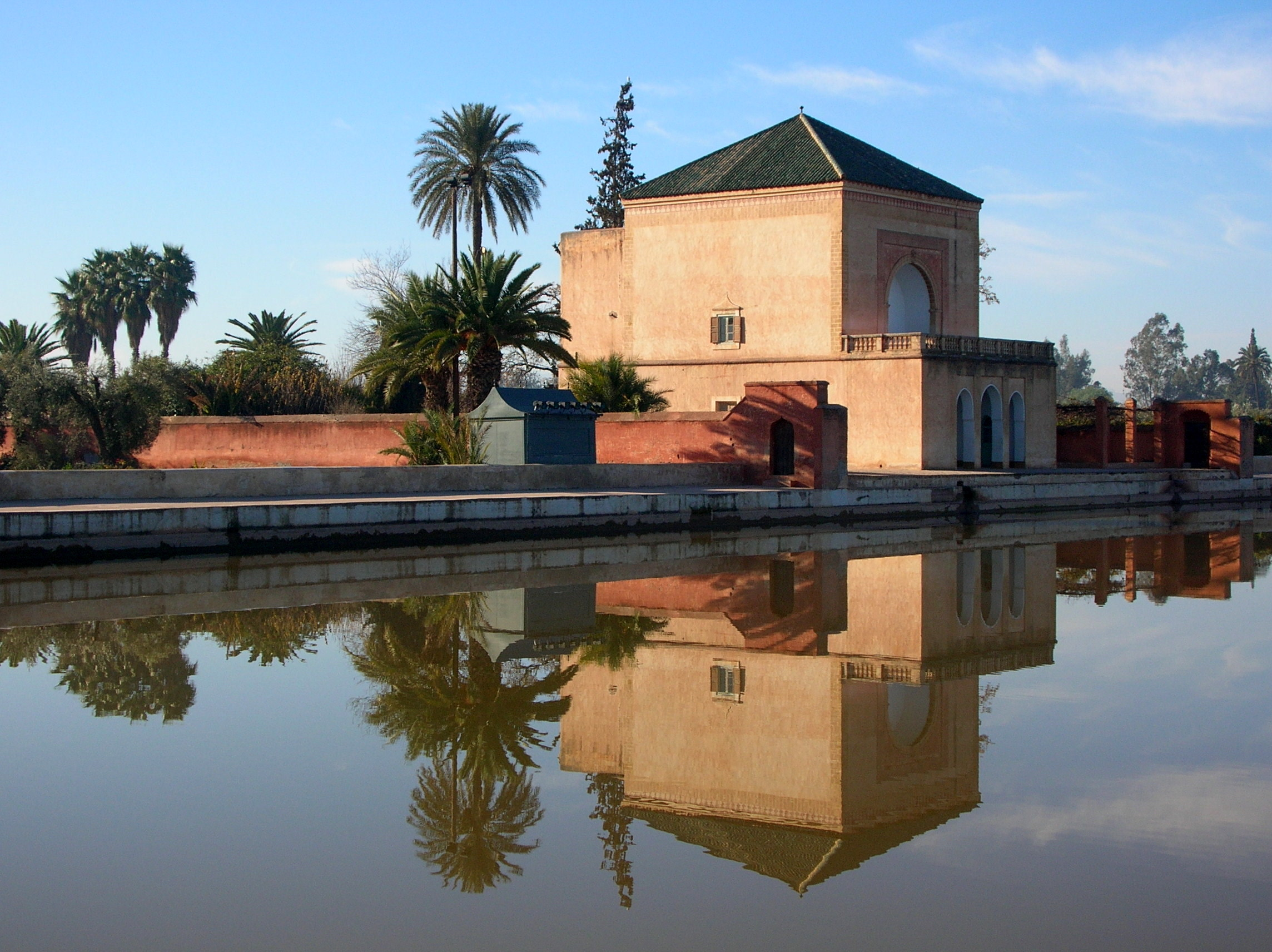
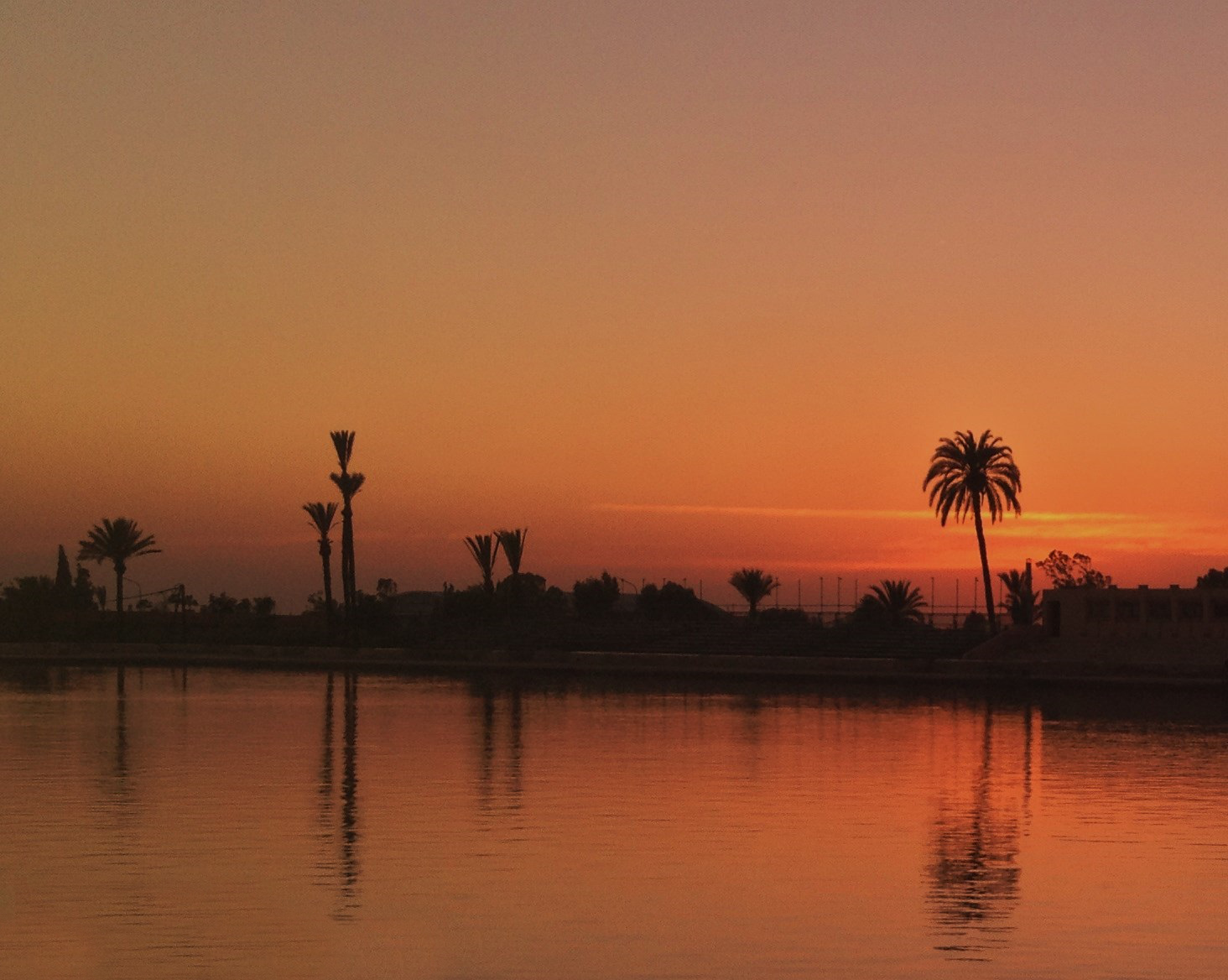
梅纳拉花园日落,2013年4月
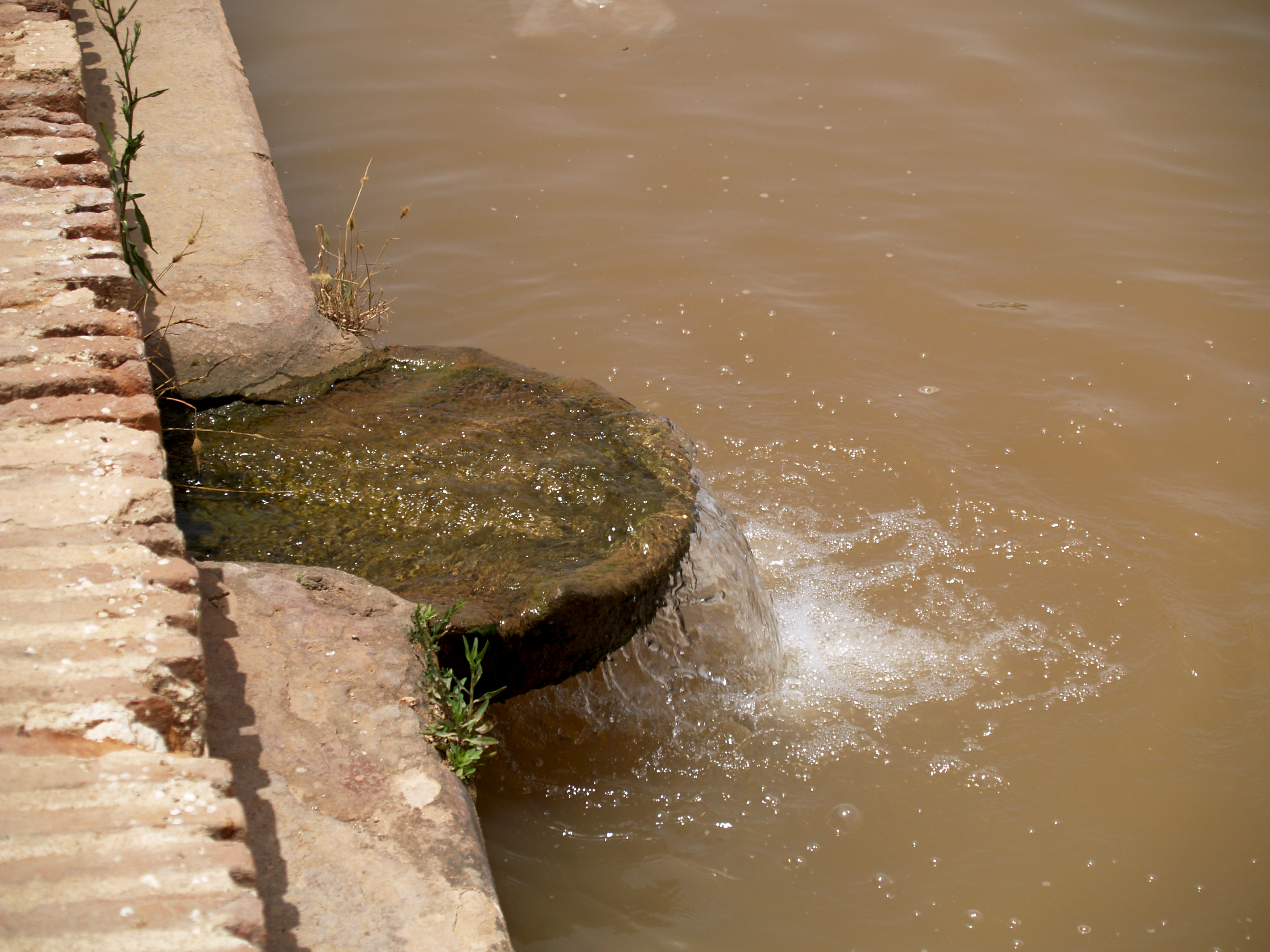
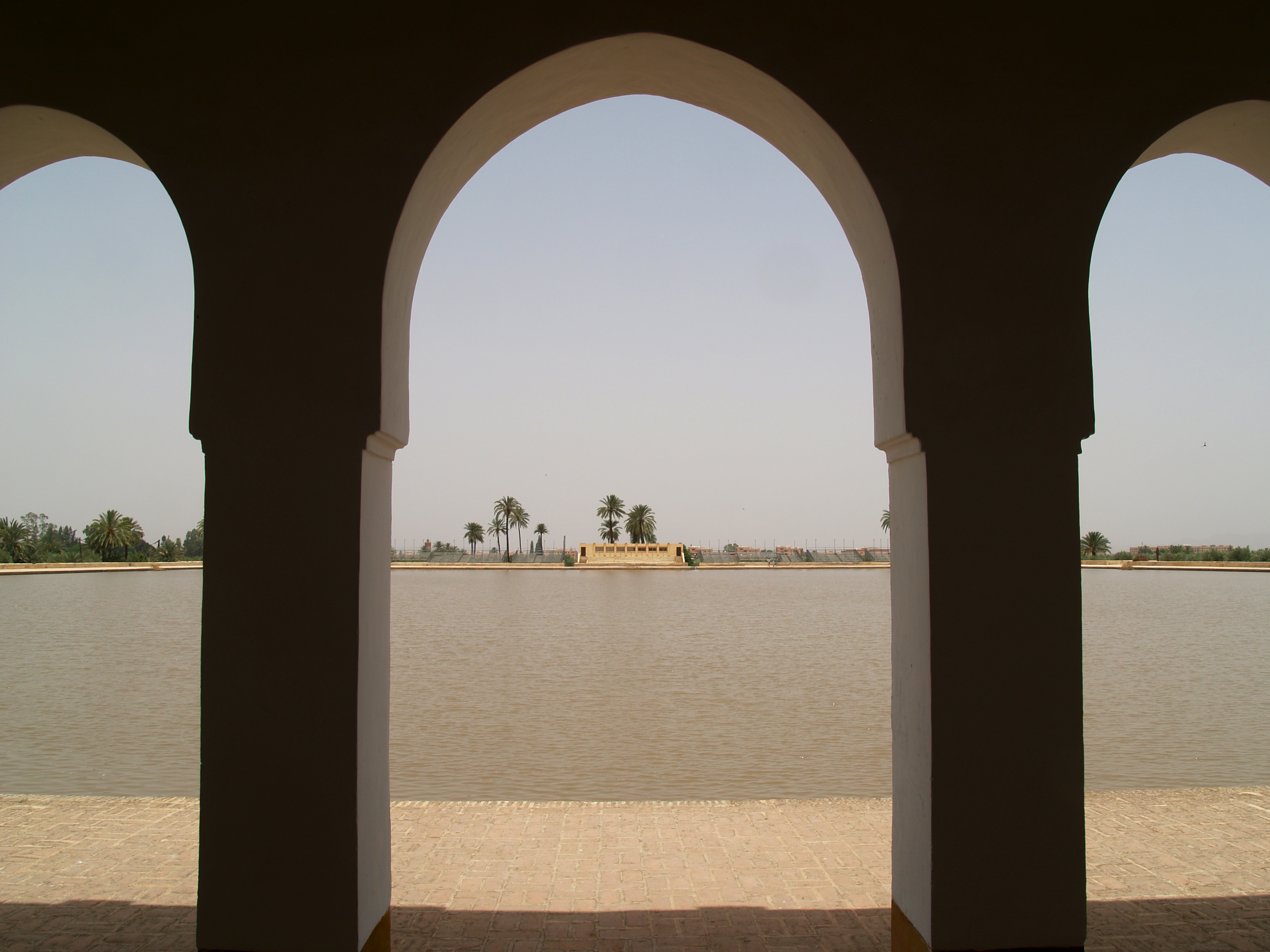